# Vòng loại Giải vô địch bóng đá thế giới 2010 – Khu vực châu Á
Khu vực châu Á của vòng loại Giải vô địch bóng đá thế giới 2010 đóng vai trò là vòng loại cho Giải vô địch bóng đá thế giới 2010, được tổ chức tại Nam Phi, dành cho các đội tuyển quốc gia là thành viên của Liên đoàn bóng đá châu Á (AFC). Tổng cộng có 4,5 suất (4 suất trực tiếp và 1 suất vòng play-off liên lục địa) trong vòng chung kết có sẵn dành cho các đội tuyển thuộc AFC.
Bốn đội tuyển đã giành quyền tham dự FIFA World Cup 2010 là Úc, Nhật Bản, Hàn Quốc và CHDCND Triều Tiên. Suất tham dự play-off với đội đại diện châu Đại Dương là Bahrain.

## Thể thức
Liên đoàn bóng đá châu Á được phân bổ 4,5 suất (trong tổng số 32 suất) tham dự vòng chung kết Giải vô địch bóng đá thế giới 2010 tại Nam Phi. Cấu trúc vòng loại như sau:
- Vòng 1: 38 đội tuyển (xếp hạng 6–43) được bốc thăm theo cặp, thi đấu loại trực tiếp hai lượt trận trên sân nhà và sân khách. Các đội thắng giành quyền vào vòng 2.
- Vòng 2: 11 đội chiến thắng có thứ hạng cao hơn được miễn thi đấu vòng này. Tám đội còn lại được bốc thăm theo cặp, thi đấu loại trực tiếp hai lượt trận giống như vòng 1. Bốn đội thắng giành quyền vào vòng 3.
- Vòng 3: 20 đội tuyển (gồm 5 đội xếp hạng 1–5, 11 đội thắng vòng 1 có thứ hạng cao nhất và 4 đội thắng ở vòng 2) được chia thành năm bảng 4 đội, thi đấu vòng tròn hai lượt trên sân nhà và sân khách. Hai đội đứng đầu mỗi bảng giành quyền vào vòng 4.
- Vòng 4: 10 đội tuyển vượt qua vòng 3 được chia thành hai bảng 5 đội, với thể thức thi đấu giống như vòng 3. Hai đội đứng đầu mỗi bảng giành quyền tham dự Cúp Thế giới, còn hai đội xếp thứ ba của hai bảng tiến vào vòng tiếp theo.
- Vòng 5: Các đội tuyển đứng thứ ba bảng đấu ở vòng 4 sẽ thi đấu loại trực tiếp với nhau theo thể thức sân nhà–sân khách để xác định đội duy nhất được vào vòng play-off liên lục địa. Nếu giành chiến thắng trong trận play-off liên lục địa với đại diện của khu vực châu Đại Dương, đội tuyển đó cũng sẽ giành quyền tham dự vòng chung kết Giải vô địch bóng đá thế giới 2010.

## Các đội tuyển tham dự
43 trong tổng số 46 quốc gia và vùng lãnh thổ trực thuộc AFC đã tham gia vòng loại. Đông Timor có lần đầu tiên tham gia vào vòng loại của Giải vô địch bóng đá thế giới, trong khi Úc có lần đầu tiên dự tranh vòng loại World Cup với tư cách là thành viên AFC, sau khi được chuyển đến từ Liên đoàn bóng đá châu Đại Dương vào đầu năm 2006. Đây cùng là lần tham gia chính thức đầu tiên của Myanmar (còn được gọi là Miến Điện trước năm 1989), quốc gia trước đó đã đăng ký tham dự ba lần (1950, 1994, 2002) nhưng đều bỏ cuộc trước giờ thi đấu. Brunei, Lào và Philippines là các quốc gia không tham dự vòng loại lần này.
Hạt giống ban đầu của các đội tuyển (được sử dụng cho việc bốc thăm ở hai vòng đầu tiên) được dựa trên thành tích của họ tại vòng loại của Giải vô địch bóng đá thế giới lần trước. Việc Úc gia nhập AFC đã khiến vấn đề trở nên phức tạp hơn một chút, bởi họ chưa bao giờ tham gia vào quá trình vòng loại của AFC, nhưng đã lọt vào đến vòng chung kết World Cup tại Đức và tiến sâu hơn so với các đại diện của AFC. AFC vốn đã xếp Úc vào nhóm hạt giống đầu tiên mặc dù điều này trái ngược với nguyên tắc phân hạt giống – thành tích quá khứ (như chính AFC đã từng áp dụng khi tiến hành bốc thăm cho vòng loại giải bóng đá nam Thế vận hội Mùa hè 2008) – điều sẽ xếp Úc ở nhóm cuối cùng.
Cho đến trước lễ bốc thăm chính của vòng loại tại Durban (bao gồm vòng loại thứ ba của AFC), hạt giống đã được điều chỉnh để xếp năm quốc gia đứng đầu của AFC vào một nhóm tính theo thành tích tại vòng chung kết World Cup 2006. Việc này đã dẫn đến những thay đổi nhỏ cho thứ hạng hạt giống tại thời điểm đó.
| Vào thẳng vòng 3                                     | Thi đấu ở vòng 1 | Thi đấu ở vòng 1 |
| Nhóm hạt giống hàng đầu (xếp hạng từ 1 đến 5)        | Nhóm A (xếp hạng từ 6 đến 24) | Nhóm B (xếp hạng từ 25 đến 43) |
| ---------------------------------------------------- | --- | --- |
| 1. Úc 2. Hàn Quốc 3. Ả Rập Xê Út 4. Nhật Bản 5. Iran | 1. Bahrain 2. Uzbekistan 3. Kuwait 4. CHDCND Triều Tiên 5. Trung Quốc 6. Jordan 7. Iraq 8. Liban 9. Oman 10. UAE 11. Qatar 12. Syria 13. Palestine 14. Thái Lan 15. Turkmenistan 16. Tajikistan 17. Indonesia 18. Hồng Kông 19. Yemen | 1. Việt Nam 2. Kyrgyzstan 3. Maldives 4. Ấn Độ 5. Singapore 6. Sri Lanka 7. Malaysia 8. Đài Bắc Trung Hoa 9. Bangladesh 10. Ma Cao 11. Pakistan 12. Afghanistan 13. Mông Cổ 14. Guam 15. Nepal 16. Campuchia 17. Bhutan 18. Myanmar 19. Đông Timor |

## Lịch thi đấu
Lịch thi đấu của vòng loại như sau.
| Vòng   | Lượt đấu   | Các ngày                      |
| ------ | ---------- | ----------------------------- |
| Vòng 1 | Lượt đi    | 8–22 tháng 10 năm 2007        |
| Vòng 1 | Lượt về    | 15–30 tháng 10 năm 2007       |
| Vòng 2 | Lượt đi    | 9–10 tháng 11 năm 2007        |
| Vòng 2 | Lượt về    | 18 tháng 11 năm 2007          |
| Vòng 3 | Lượt đấu 1 | 6 tháng 2 năm 2008            |
| Vòng 3 | Lượt đấu 2 | 26 tháng 3 năm 2008           |
| Vòng 3 | Lượt đấu 3 | 31 tháng 5–2 tháng 6 năm 2008 |
| Vòng 3 | Lượt đấu 4 | 7–8 tháng 6 năm 2008          |
| Vòng 3 | Lượt đấu 5 | 14 tháng 6 năm 2008           |
| Vòng 3 | Lượt đấu 6 | 22 tháng 6 năm 2008           |

| Vòng   | Lượt đấu    | Các ngày             |
| ------ | ----------- | -------------------- |
| Vòng 4 | Lượt đấu 1  | 6 tháng 9 năm 2008   |
| Vòng 4 | Lượt đấu 2  | 10 tháng 9 năm 2008  |
| Vòng 4 | Lượt đấu 3  | 15 tháng 10 năm 2008 |
| Vòng 4 | Lượt đấu 4  | 19 tháng 11 năm 2008 |
| Vòng 4 | Lượt đấu 5  | 11 tháng 2 năm 2009  |
| Vòng 4 | Lượt đấu 6  | 28 tháng 3 năm 2009  |
| Vòng 4 | Lượt đấu 7  | 1 tháng 4 năm 2009   |
| Vòng 4 | Lượt đấu 8  | 6 tháng 6 năm 2009   |
| Vòng 4 | Lượt đấu 9  | 10 tháng 6 năm 2009  |
| Vòng 4 | Lượt đấu 10 | 17 tháng 6 năm 2009  |

| Vòng   | Lượt đấu | Các ngày           |
| ------ | -------- | ------------------ |
| Vòng 5 | Lượt đi  | 5 tháng 9 năm 2009 |
| Vòng 5 | Lượt về  | 9 tháng 9 năm 2009 |

## Vòng 1
Lễ bốc thăm cho vòng loại thứ nhất được tổ chức vào ngày 6 tháng 8 năm 2007 tại trụ sở AFC ở Kuala Lumpur, Malaysia.
| Đội 1      | TTS         | Đội 2             | Lượt đi | Lượt về      |
| ---------- | ----------- | ----------------- | ------- | ------------ |
| Pakistan   | 0–7         | Iraq              | 0–7     | 0–0          |
| Uzbekistan | 11–0        | Đài Bắc Trung Hoa | 9–0     | 2–0          |
| Thái Lan   | 13–2        | Ma Cao            | 6–1     | 7–1          |
| Sri Lanka  | 0–6         | Qatar             | 0–1     | 0–5          |
| Trung Quốc | 11–0        | Myanmar           | 7–0     | 4–0          |
| Bhutan     | Hủy         | Kuwait            | —       | —            |
| Kyrgyzstan | 2–2 (5–6 p) | Jordan            | 2–0     | 0–2 (s.h.p.) |
| Việt Nam   | 0–6         | UAE               | 0–1     | 0–5          |
| Bahrain    | 4–1         | Malaysia          | 4–1     | 0–0          |
| Đông Timor | 3–11        | Hồng Kông         | 2–3     | 1–8          |
| Syria      | 5–1         | Afghanistan       | 3–0     | 2–1          |
| Yemen      | 3–2         | Maldives          | 3–0     | 0–2          |
| Bangladesh | 1–6         | Tajikistan        | 1–1     | 0–5          |
| Mông Cổ    | 2–9         | CHDCND Triều Tiên | 1–4     | 1–5          |
| Oman       | 4–0         | Nepal             | 2–0     | 2–0          |
| Palestine  | 0–7         | Singapore         | 0–4     | 0–3          |
| Liban      | 6–3         | Ấn Độ             | 4–1     | 2–2          |
| Campuchia  | 1–5         | Turkmenistan      | 0–1     | 1–4          |
| Guam       | Hủy         | Indonesia         | —       | —            |

1. ↑  Bhutan bỏ cuộc.[4]
2. ↑  Singapore được xử thắng 3–0 do Palestine không có mặt cho trận đấu lượt về. Liên đoàn bóng đá Palestine đã kháng cáo để trận đấu được tổ chức lại vì lý do cầu thủ của họ không được phép rời Dải Gaza, nhưng không được FIFA đồng ý.[5]
3. ↑  Guam bỏ cuộc vì lý do tài chính.[6]

## Vòng 2
Lễ bốc thăm cho vòng loại thứ hai được tổ chức vào ngày 6 tháng 8 năm 2007 tại trụ sở AFC ở Kuala Lumpur, Malaysia, cùng ngày diễn ra lễ bốc thăm của vòng thứ nhất.
| Đội 1     | TTS  | Đội 2        | Lượt đi | Lượt về |
| --------- | ---- | ------------ | ------- | ------- |
| Hồng Kông | 0–3  | Turkmenistan | 0–0     | 0–3     |
| Indonesia | 1–11 | Syria        | 1–4     | 0–7     |
| Singapore | 3–1  | Tajikistan   | 2–0     | 1–1     |
| Yemen     | 1–2  | Thái Lan     | 1–1     | 0–1     |

## Vòng 3
Lễ bốc thăm cho vòng loại thứ ba được tổ chức vào ngày 25 tháng 11 năm 2007 tại Trung tâm Hội nghị Quốc tế ở Durban, Nam Phi.

### Bảng 1
| VT | Đội        | ST | T | H | B | BT | BB | HS | Đ  | Giành quyền tham dự |     | Úc  | Qatar | Iraq | Trung Quốc |
| -- | ---------- | -- | - | - | - | -- | -- | -- | -- | ------------------- | --- | --- | ----- | ---- | ---------- |
| 1  | Úc         | 6  | 3 | 1 | 2 | 7  | 3  | +4 | 10 | Vòng 4              |     | —   | 3–0   | 1–0  | 0–1        |
| 2  | Qatar      | 6  | 3 | 1 | 2 | 5  | 6  | −1 | 10 | Vòng 4              |     | 1–3 | —     | 2–0  | 0–0        |
| 3  | Iraq       | 6  | 2 | 1 | 3 | 4  | 6  | −2 | 7  |                     |     | 1–0 | 0–1   | —    | 1–1        |
| 4  | Trung Quốc | 6  | 1 | 3 | 2 | 3  | 4  | −1 | 6  |                     | 0–0 | 0–1 | 1–2   | —    |            |

### Bảng 2
| VT | Đội      | ST | T | H | B | BT | BB | HS | Đ  | Giành quyền tham dự |     | Nhật Bản | Bahrain | Oman | Thái Lan |
| -- | -------- | -- | - | - | - | -- | -- | -- | -- | ------------------- | --- | -------- | ------- | ---- | -------- |
| 1  | Nhật Bản | 6  | 4 | 1 | 1 | 12 | 3  | +9 | 13 | Vòng 4              |     | —        | 1–0     | 3–0  | 4–1      |
| 2  | Bahrain  | 6  | 3 | 2 | 1 | 7  | 5  | +2 | 11 | Vòng 4              |     | 1–0      | —       | 1–1  | 1–1      |
| 3  | Oman     | 6  | 2 | 2 | 2 | 5  | 7  | −2 | 8  |                     |     | 1–1      | 0–1     | —    | 2–1      |
| 4  | Thái Lan | 6  | 0 | 1 | 5 | 5  | 14 | −9 | 1  |                     | 0–3 | 2–3      | 0–1     | —    |          |

### Bảng 3
| VT | Đội               | ST | T | H | B | BT | BB | HS  | Đ  | Giành quyền tham dự |     | Hàn Quốc | Cộng hòa Dân chủ Nhân dân Triều Tiên | Jordan | Turkmenistan |
| -- | ----------------- | -- | - | - | - | -- | -- | --- | -- | ------------------- | --- | -------- | ------------------------------------ | ------ | ------------ |
| 1  | Hàn Quốc          | 6  | 3 | 3 | 0 | 10 | 3  | +7  | 12 | Vòng 4              |     | —        | 0–0                                  | 2–2    | 4–0          |
| 2  | CHDCND Triều Tiên | 6  | 3 | 3 | 0 | 4  | 0  | +4  | 12 | Vòng 4              |     | 0–0      | —                                    | 2–0    | 1–0          |
| 3  | Jordan            | 6  | 2 | 1 | 3 | 6  | 6  | 0   | 7  |                     |     | 0–1      | 0–1                                  | —      | 2–0          |
| 4  | Turkmenistan      | 6  | 0 | 1 | 5 | 1  | 12 | −11 | 1  |                     | 1–3 | 0–0      | 0–2                                  | —      |              |

### Bảng 4
| VT | Đội         | ST | T | H | B | BT | BB | HS  | Đ  | Giành quyền tham dự |     | Uzbekistan | Ả Rập Xê Út | Singapore | Liban |
| -- | ----------- | -- | - | - | - | -- | -- | --- | -- | ------------------- | --- | ---------- | ----------- | --------- | ----- |
| 1  | Uzbekistan  | 6  | 5 | 0 | 1 | 17 | 7  | +10 | 15 | Vòng 4              |     | —          | 3–0         | 3–0       | 3–0   |
| 2  | Ả Rập Xê Út | 6  | 5 | 0 | 1 | 15 | 5  | +10 | 15 | Vòng 4              |     | 4–0        | —           | 2–0       | 4–1   |
| 3  | Singapore   | 6  | 2 | 0 | 4 | 7  | 16 | −9  | 6  |                     |     | 3–7        | 0–3         | —         | 2–0   |
| 4  | Liban       | 6  | 0 | 0 | 6 | 3  | 14 | −11 | 0  |                     | 0–1 | 1–2        | 1–2         | —         |       |

1. 1 2  Vị trí của Uzbekistan và Saudi Arabia bị đảo ngược so với bảng xếp hạng ban đầu sau khi Singapore bị xử thua hai trận đấu.
2. 1 2  Được xử thắng 3–0 do Singapore sử dụng một cầu thủ không đủ điều kiện thi đấu trên sân.

### Bảng 5
| VT | Đội    | ST | T | H | B | BT | BB | HS | Đ  | Giành quyền tham dự |     | Iran | Các Tiểu vương quốc Ả Rập Thống nhất | Syria | Kuwait |
| -- | ------ | -- | - | - | - | -- | -- | -- | -- | ------------------- | --- | ---- | ------------------------------------ | ----- | ------ |
| 1  | Iran   | 6  | 3 | 3 | 0 | 7  | 2  | +5 | 12 | Vòng 4              |     | —    | 0–0                                  | 0–0   | 2–0    |
| 2  | UAE    | 6  | 2 | 2 | 2 | 7  | 7  | 0  | 8  | Vòng 4              |     | 0–1  | —                                    | 1–3   | 2–0    |
| 3  | Syria  | 6  | 2 | 2 | 2 | 7  | 8  | −1 | 8  |                     |     | 0–2  | 1–1                                  | —     | 1–0    |
| 4  | Kuwait | 6  | 1 | 1 | 4 | 8  | 12 | −4 | 4  |                     | 2–2 | 2–3  | 4–2                                  | —     |        |

## Vòng 4
Lễ bốc thăm cho vòng loại thứ tư được tổ chức vào ngày 27 tháng 6 năm 2008 tại trụ sở AFC ỏ Kuala Lumpur, Malaysia.

### Bảng A
| VT | Đội        | ST | T | H | B | BT | BB | HS  | Đ  | Giành quyền tham dự |     | Úc  | Nhật Bản | Bahrain | Qatar | Uzbekistan |
| -- | ---------- | -- | - | - | - | -- | -- | --- | -- | ------------------- | --- | --- | -------- | ------- | ----- | ---------- |
| 1  | Úc         | 8  | 6 | 2 | 0 | 12 | 1  | +11 | 20 | FIFA World Cup 2010 |     | —   | 2–1      | 2–0     | 4–0   | 2–0        |
| 2  | Nhật Bản   | 8  | 4 | 3 | 1 | 11 | 6  | +5  | 15 | FIFA World Cup 2010 |     | 0–0 | —        | 1–0     | 1–1   | 1–1        |
| 3  | Bahrain    | 8  | 3 | 1 | 4 | 6  | 8  | −2  | 10 | Vòng 5              |     | 0–1 | 2–3      | —       | 1–0   | 1–0        |
| 4  | Qatar      | 8  | 1 | 3 | 4 | 5  | 14 | −9  | 6  |                     |     | 0–0 | 0–3      | 1–1     | —     | 3–0        |
| 5  | Uzbekistan | 8  | 1 | 1 | 6 | 5  | 10 | −5  | 4  |                     | 0–1 | 0–1 | 0–1      | 4–0     | —     |            |

### Bảng B
| VT | Đội               | ST | T | H | B | BT | BB | HS  | Đ  | Giành quyền tham dự |     | Hàn Quốc | Cộng hòa Dân chủ Nhân dân Triều Tiên | Ả Rập Xê Út | Iran | Các Tiểu vương quốc Ả Rập Thống nhất |
| -- | ----------------- | -- | - | - | - | -- | -- | --- | -- | ------------------- | --- | -------- | ------------------------------------ | ----------- | ---- | ------------------------------------ |
| 1  | Hàn Quốc          | 8  | 4 | 4 | 0 | 12 | 4  | +8  | 16 | FIFA World Cup 2010 |     | —        | 1–0                                  | 0–0         | 1–1  | 4–1                                  |
| 2  | CHDCND Triều Tiên | 8  | 3 | 3 | 2 | 7  | 5  | +2  | 12 | FIFA World Cup 2010 |     | 1–1      | —                                    | 1–0         | 0–0  | 2–0                                  |
| 3  | Ả Rập Xê Út       | 8  | 3 | 3 | 2 | 8  | 8  | 0   | 12 | Vòng 5              |     | 0–2      | 0–0                                  | —           | 1–1  | 3–2                                  |
| 4  | Iran              | 8  | 2 | 5 | 1 | 8  | 7  | +1  | 11 |                     |     | 1–1      | 2–1                                  | 1–2         | —    | 1–0                                  |
| 5  | UAE               | 8  | 0 | 1 | 7 | 6  | 17 | −11 | 1  |                     | 0–2 | 1–2      | 1–2                                  | 1–1         | —    |                                      |

## Vòng 5
Hai đội xếp thứ ba của hai bảng tại vòng 4 sẽ thi đấu loại với nhau để xác định đội đại diện cho AFC tham dự trận play-off liên lục địa với đại diện của của khu vực châu Đại Dương. Lễ bốc thăm thứ tự hai trận đấu được tổ chức vào ngày 2 tháng 6 năm 2009 trong khuôn khổ Đại hội FIFA được tổ chức tại Nassau, Bahamas.
| Đội 1   | TTS     | Đội 2       | Lượt đi | Lượt về |
| ------- | ------- | ----------- | ------- | ------- |
| Bahrain | 2–2 (a) | Ả Rập Xê Út | 0–0     | 2–2     |

Bahrain thắng theo luật bàn thắng sân khách và giành quyền tham dự trận play-off AFC–OFC.

## Play-off liên lục địa
Đội chiến thắng ở vòng 5 sẽ đối đầu với đại diện của khu vực châu Đại Dương là New Zealand trong hai lượt trận play-off trên sân nhà và sân khách. Lễ bốc thăm thứ tự hai trận đấu được tổ chức vào ngày 2 tháng 6 năm 2009 tại Đại hội FIFA ở Nassau, Bahamas.
New Zealand thắng với tổng tỷ số 1–0 và giành quyền tham dự FIFA World Cup 2010.
| Đội 1   | TTS | Đội 2       | Lượt đi | Lượt về |
| ------- | --- | ----------- | ------- | ------- |
| Bahrain | 0–1 | New Zealand | 0–0     | 0–1     |

## Các đội tuyển vượt qua vòng loại
Dưới đây là các đội tuyển từ AFC đã vượt qua vòng loại để tham dự Giải vô địch bóng đá thế giới 2010.
| Đội tuyển         | Tư cách vượt qua vòng loại | Ngày vượt qua vòng loại | Tham dự trước đây tại giải đấu1              |
| ----------------- | -------------------------- | ----------------------- | -------------------------------------------- |
| Nhật Bản          | Nhì bảng A (vòng 4)        | 6 tháng 6 năm 2009      | 3 (1998, 2002, 2006)                         |
| Úc                | Nhất bảng A (vòng 4)       | 6 tháng 6 năm 2009      | 2 (1974, 2006)                               |
| Hàn Quốc          | Nhất bảng B (vòng 4)       | 6 tháng 6 năm 2009      | 7 (1954, 1986, 1990, 1994, 1998, 2002, 2006) |
| CHDCND Triều Tiên | Nhì bảng B (vòng 4)        | 17 tháng 6 năm 2009     | 1 (1966)                                     |

1 In nghiêng chỉ ra chủ nhà cho năm đó.

## Cầu thủ ghi bàn
| #  | Cầu thủ               | Đội tuyển         | Tổng số bàn thắng | Số bàn từng vòng | Số bàn từng vòng | Số bàn từng vòng | Số bàn từng vòng | Số bàn từng vòng |
| #  | Cầu thủ               | Đội tuyển         | Tổng số bàn thắng | V1               | V2               | V3               | V4               | V5               |
| -- | --------------------- | ----------------- | ----------------- | ---------------- | ---------------- | ---------------- | ---------------- | ---------------- |
| 1  | Sarayoot Chaikamdee   | Thái Lan          | 8                 | 5                | 2                | 1                | X                | X                |
| 1  | Maksim Shatskikh      | Uzbekistan        | 8                 | 5                | —                | 2                | 1                | X                |
| 3  | Ahmad Ajab            | Kuwait            | 6                 | 0                | —                | 6                | X                | X                |
| 3  | Ismail Matar          | UAE               | 6                 | 1                | —                | 4                | 1                | X                |
| 5  | Zyad Chaabo           | Syria             | 5                 | 0                | 4                | 1                | X                | X                |
| 5  | Park Ji-Sung          | Hàn Quốc          | 5                 | —                | —                | 2                | 3                | —                |
| 5  | Mohammed Ghaddar      | Liban             | 5                 | 4                | —                | 1                | X                | X                |
| 5  | Sebastián Quintana    | Qatar             | 5                 | 3                | —                | 1                | 1                | X                |
| 9  | Tim Cahill            | Úc                | 4                 | —                | —                | 1                | 3                | —                |
| 9  | Brett Emerton         | Úc                | 4                 | —                | —                | 2                | 2                | —                |
| 9  | Trịnh Thiếu Vĩ        | Hồng Kông         | 4                 | 4                | 0                | X                | X                | X                |
| 9  | Javad Nekounam        | Iran              | 4                 | —                | —                | 1                | 3                | X                |
| 9  | Mahdi Karim           | Iraq              | 4                 | 4                | —                | 0                | X                | X                |
| 9  | Hasan Abdel Mahmoud   | Jordan            | 4                 | —                | —                | 4                | X                | X                |
| 9  | Jong Chol-Min         | CHDCND Triều Tiên | 4                 | 4                | —                | 0                | 0                | X                |
| 9  | Hong Yong-Jo          | CHDCND Triều Tiên | 4                 | 0                | —                | 3                | 1                | X                |
| 9  | Park Chu-Young        | Hàn Quốc          | 4                 | —                | —                | 2                | 2                | —                |
| 9  | Abdoh Otaif           | Ả Rập Xê Út       | 4                 | —                | —                | 2                | 2                |                  |
| 9  | Aleksandar Duric      | Singapore         | 4                 | 0                | 2                | 2                | X                | X                |
| 9  | Raja Rafe             | Syria             | 4                 | 0                | 4                | 0                | X                | X                |
| 9  | Jehad Al Hussein      | Syria             | 4                 | 0                | 1                | 3                | X                | X                |
| 9  | Numondzhon Khakimov   | Tajikistan        | 4                 | 4                | 0                | X                | X                | X                |
| 9  | Server Djeparov       | Uzbekistan        | 4                 | 0                | —                | 4                | 0                | X                |
| 24 | Joshua Kennedy        | Úc                | 3                 | —                | —                | 1                | 2                | —                |
| 24 | Harry Kewell          | Úc                | 3                 | —                | —                | 2                | 1                | —                |
| 24 | Mahmood Abdulrahman   | Bahrain           | 3                 | 1                | —                | 0                | 2                | 0                |
| 24 | A'ala Hubail          | Bahrain           | 3                 | 1                | —                | 2                | 0                |                  |
| 24 | Salman Isa            | Bahrain           | 3                 | —                | —                | 2                | 1                |                  |
| 24 | Trần Triệu Kì         | Hồng Kông         | 3                 | 3                | 0                | X                | X                | X                |
| 24 | Emad Mohammed         | Iraq              | 3                 | 1                | —                | 2                | X                | X                |
| 24 | Endō Yasuhito         | Nhật Bản          | 3                 | —                | —                | 2                | 1                | —                |
| 24 | Nakamura Shunsuke     | Nhật Bản          | 3                 | —                | —                | 1                | 2                | —                |
| 24 | Nakazawa Yuji         | Nhật Bản          | 3                 | —                | —                | 3                | 0                | —                |
| 24 | Marcus Tulio Tanaka   | Nhật Bản          | 3                 | —                | —                | 1                | 2                | —                |
| 24 | Pak Chol-Min          | CHDCND Triều Tiên | 3                 | 3                | —                | 0                | 0                | —                |
| 24 | Kim Do-Heon           | Hàn Quốc          | 3                 | —                | —                | 3                | —                | —                |
| 24 | Lee Keun-Ho           | Hàn Quốc          | 3                 | —                | —                | 0                | 3                | —                |
| 24 | Sayed Ali Bechir      | Qatar             | 3                 | 2                | —                | 1                | 0                | X                |
| 24 | Yasser Al-Qahtani     | Ả Rập Xê Út       | 3                 | —                | —                | 3                | 0                |                  |
| 24 | Malek Mouath          | Ả Rập Xê Út       | 3                 | —                | —                | 3                | 0                |                  |
| 24 | Redha Tukar           | Ả Rập Xê Út       | 3                 | —                | —                | 3                | 0                |                  |
| 24 | John Wilkinson        | Singapore         | 3                 | 1                | 0                | 2                | X                | X                |
| 24 | Mohamed Al Zeno       | Syria             | 3                 | 2                | 1                | 0                | X                | X                |
| 24 | Teeratep Winothai     | Thái Lan          | 3                 | 1                | 0                | 2                | X                | X                |
| 24 | Datsakorn Thonglao    | Thái Lan          | 3                 | 2                | 0                | 1                | X                | X                |
| 24 | Emilio Da Silva       | Đông Timor        | 3                 | 3                | X                | X                | X                | X                |
| 24 | Mohamed Al-Shehhi     | UAE               | 3                 | 1                | —                | 1                | 1                | X                |
| 24 | Odil Ahmedov          | Uzbekistan        | 3                 | 0                | —                | 3                | 0                | X                |
| 24 | Timur Kapadze         | Uzbekistan        | 3                 | 1                | —                | 2                | 0                | X                |
| 24 | Farhod Tadjiyev       | Uzbekistan        | 3                 | —                | —                | —                | 3                | X                |
| 49 | Mark Bresciano        | Úc                | 2                 | —                | —                | 1                | 1                | —                |
| 49 | Faouzi Mubarak Aaish  | Bahrain           | 2                 | —                | —                | 1                | 1                | 0                |
| 49 | Ismael Abdullatif     | Bahrain           | 2                 | 0                | —                | 1                | X                | 1                |
| 49 | Abdulla Baba Fatadi   | Bahrain           | 2                 | 1                | —                | 0                | 1                | 0                |
| 49 | Jaycee John           | Bahrain           | 2                 | 1                | —                | 0                | X                | 1                |
| 49 | Lưu Kiện              | Trung Quốc        | 2                 | 1                | —                | 1                | X                | X                |
| 49 | Khúc Ba               | Trung Quốc        | 2                 | 2                | —                | 0                | X                | X                |
| 49 | Sunil Chetri          | Ấn Độ             | 2                 | 2                | X                | X                | X                | X                |
| 49 | Gholamreza Rezaei     | Iran              | 2                 | —                | —                | 2                | 0                | X                |
| 49 | Masoud Shojaei        | Iran              | 2                 | —                | —                | 0                | 2                | X                |
| 49 | Nashat Akram          | Iraq              | 2                 | 1                | —                | 1                | X                | X                |
| 49 | Nakamura Kengo        | Nhật Bản          | 2                 | —                | —                | 1                | 1                | —                |
| 49 | Ōkubo Yoshito         | Nhật Bản          | 2                 | —                | —                | 2                | 0                | —                |
| 49 | Tamada Keiji          | Nhật Bản          | 2                 | —                | —                | 1                | 1                | —                |
| 49 | Choe Kum-Chol         | CHDCND Triều Tiên | 2                 | —                | —                | 1                | 1                | —                |
| 49 | Mun In-Guk            | CHDCND Triều Tiên | 2                 | —                | —                | —                | 2                | —                |
| 49 | Ki Sung-Yueng         | Hàn Quốc          | 2                 | —                | —                | 1                | 1                | —                |
| 49 | Kwak Tae-Hwi          | Hàn Quốc          | 2                 | —                | —                | 1                | 1                | —                |
| 49 | Seol Ki-Hyeon         | Hàn Quốc          | 2                 | —                | —                | 2                | —                | —                |
| 49 | Mahmoud El Ali        | Liban             | 2                 | 1                | —                | 1                | X                | X                |
| 49 | Trần Kiện Tinh        | Ma Cao            | 2                 | 2                | X                | X                | X                | X                |
| 49 | Ismail Sulaiman       | Oman              | 2                 | 0                | —                | 2                | X                | X                |
| 49 | Amad Ali              | Oman              | 2                 | 0                | —                | 2                | X                | X                |
| 49 | Fábio César Montezine | Qatar             | 2                 | 0                | —                | 2                | 0                | X                |
| 49 | Ahmed Al-Fraidi       | Ả Rập Xê Út       | 2                 | —                | —                | 1                | 1                |                  |
| 49 | Saad Al-Harthi        | Ả Rập Xê Út       | 2                 | —                | —                | 1                | 1                |                  |
| 49 | Naif Hazazi           | Ả Rập Xê Út       | 2                 | —                | —                | —                | 2                |                  |
| 49 | Shi Jiayi             | Singapore         | 2                 | 2                | 0                | 0                | X                | X                |
| 49 | Mohd Noh Alam Shah    | Singapore         | 2                 | 1                | 1                | 0                | X                | X                |
| 49 | Firas Issmael         | Syria             | 2                 | 1                | 1                | 0                | X                | X                |
| 49 | Firas Al Khatib       | Syria             | 2                 | 0                | 0                | 2                | X                | X                |
| 49 | Teerasil Dangda       | Thái Lan          | 2                 | 2                | 0                | 0                | X                | X                |
| 49 | Artur Gevorkyan       | Turkmenistan      | 2                 | 2                | 0                | 0                | X                | X                |
| 49 | Mamedaly Karadanov    | Turkmenistan      | 2                 | 2                | 0                | 0                | X                | X                |
| 49 | Mekan Nasirov         | Turkmenistan      | 2                 | 1                | 1                | 0                | X                | X                |
| 49 | Basheer Saeed         | UAE               | 2                 | 1                | —                | 0                | 1                | X                |
| 49 | Victor Karpenko       | Uzbekistan        | 2                 | 1                | —                | 1                | 0                | X                |

Chú thích:
- — Được miễn thi đấu
- X Bị loại

1 bàn
| Afghanistan - Obaidullah Karimi Úc - David Carney - Scott Chipperfield - Mile Sterjovski Bahrain - Sayed Mohamed Adnan Bangladesh - Zumratul Hossein Mithu Campuchia - Samel Nasa Trung Quốc - Đỗ Chấn Vũ - Lý Kim Vũ - Lý Vĩ Phong - Tôn Tường - Ngô Vĩ An - Dương Lâm - Trương Diệu Khôn - Trịnh Bân - Trịnh Trí - Châu Hải Tân Hồng Kông - Tưởng Thế Nào - Lâm Gia Vĩ - Lư Quân Nghi Ấn Độ - Steven Dias Indonesia - Budi Sudarsono | Iran - Karim Bagheri - Jalal Hosseini - Ali Karimi - Mohsen Khalili - Mehdi Mahdavikia - Alireza Vahedi Nikbakht - Fereydoun Zandi Iraq - Jassim Mohammed Ghulam - Hawar Mulla Mohammed Nhật Bản - Maki Seiichiro - Okazaki Shinji - Tanaka Tatsuya - Uchida Atsuto Jordan - Waseem Al Bzoor - Hatem Aqel - Thaer Bawab - Mahmoud Shelbaieh CHDCND Triều Tiên - An Chol-Hyok - Jon Kwang-Ik - Kim Kuk-Jin - Pak Nam-Chol - Jong Tae-Se Hàn Quốc - Kim Chi-Woo Kuwait - Fahad Al-Rashidi Liban - Roda Antar - Amer Khan | Kyrgyzstan - Aibek Bokoev - Cholponbek Esenkul Uulu Malaysia - Mohd Bunyamin Umar Maldives - Ali Ashfaq - Shamveel Qasim Mông Cổ - Donorovyn Lkhümbengarav - Odkhuu Selenge Oman - Mohamed Al Hinai - Fawzi Bashir - Hashim Saleh Mohamed - Ahmed Mubarak Al Mahaijri - Hassan Mudhafar Qatar - Ali Afif - Saad Al-Shammari - Talal Al-Bloushi - Magid Mohamed - Majdi Siddiq Ả Rập Xê Út - Osama Al-Muwallad - Osama Hawsawi - Nasser Al-Shamrani - Hamad Al-Montashari Singapore - Mustafic Fahrudin - Fazrul Nawaz Syria - Maher Al Sayed - Aatef Jenyat - Sanharib Malki | Tajikistan - Jamshed Ismailov - Dzhomikhon Mukhiddinov - Dilshod Vasiev Thái Lan - Patiparn Phetphun - Tawan Sripan - Suree Sukha - Nirut Surasiang Turkmenistan - Vladimir Bayramov - Arif Mirzoyev - Guvanch Ovekov UAE - Nawaf Mubarak - Ismail Al Hammadi - Ahmed Mohammed Al-Mahri - Saeed Alkas - Abdulrahim Jumaa - Faisal Khalil - Subait Khater - Saif Mohammed Uzbekistan - Ulugbek Bakayev - Vitaly Denisov - Aleksandr Geynrikh - Aziz Ibragimov - Islom Inomov - Shavkat Salomov - Anvarjon Soliev - Ilhomjon Suyunov Yemen - Ali Al Nono - Fekri Al-Hubaishi - Mohammed Salem - Haitham Thabit |

phản lưới nhà
| Nhật Bản - Marcus Tulio Tanaka (trận gặp Bahrain) Liban - Ramez Dayoub (trận gặp Singapore) | Syria - Anas Al Khouja (trận gặp Kuwait) Qatar - Ahmed Ali Al Binali (trận gặp Nhật Bản) | Đông Timor - Alfredo Esteves (trận gặp Hồng Kông) Singapore - Baihakki Khaizan (trận gặp Liban) | UAE - Fares Juma (trận gặp Ả Rập Saudi) |